# Jera tricuspidata
Jera tricuspidata is een vlinder uit de familie van de dikkopjes (Hesperiidae). De soort is voor het eerst wetenschappelijk beschreven als Dichelura tricuspidata door Paul Mabille in een publicatie uit 1902.
De soort komt voor in Zuid-Amerika waaronder Colombia, Ecuador en Peru.